# Xiaomi Redmi Note 3
Xiaomi Redmi Note 3 — смартфон, розроблений компанією Xiaomi. Він є частиною лінійки Redmi і має 3 вартінти: 
- Варіант із процесором MediaTek (кодова назва hennessey) був представлений 24 листопада 2015.[3]
- Варіант смартфону із процесором Snapdragon (кодова назва kenzo) презентований 3 березня 2016.[4] В Китаї відомий як Redmi Note 3 Pro.
- Redmi Note 3 Special Edition (кодова назва kate) має покращений модем. Всі інші характеристики подібні до варіанту зі Snapdragon.

## Характеристики

### Апаратне забезпечення
Варіант Xiaomi Redmi Note 3 для MediaTek забезпечений ядром MediaTek MT6795 Helio X10 та графічним процесором PowerVR G6200. Натомість варіант для Snapdragon має ядро Hexa-core 1.8 GHz Snapdragon 650 та графічний процесор Adreno 510.
Обидва варіанти мають 1080p-дисплей діагоналлю 5,5 дюйм (140 мм); 2 або 3 ГБ оперативної пам'яті, 16 або 32 ГБ пам'яті, 5-мегапіксельну фронтальну камеру та 16-мегапіксельну камеру, незйомний літій-полімерний акумулятор 4050 мА·год, підтримує Wi-Fi 802.11ac та роботу двох SIM-карток із 4G.
Крім цього, на задній панелі смартфона є сканер відбитків пальців, який працює під будь-яким кутом і розблоковує телефон за 0,1 секунди.

### Програмне забезпечення
Смартфони працюють на MIUI 7, яка може бути оновлена до MIUI 9.
У варіанту Redmi Note 3 MediaTek MIUI заснована на базі Android 5.0.2 Lollipop, а в інших варіантах — на Android 5.1.1 Lollipop з можливістю оновлення до Android 6.0 Marshmallow.
Міжнародна версія має багатомовний інтерфейс, включно з українською мовою.

## Продажі
25 серпня 2016 у Xiaomi повідомили, що з березня було продано приблизно 1,75 мільйона одиниць. Ця модель стала одним із найпопулярніших смартфонів на індійському інтернет-ринку у другому кварталі 2016.